# Chthonios (Thèbes)
Pour les articles homonymes, voir Chthonios.
Dans la mythologie grecque, Chthonios est l'un des cinq Spartes (hommes semés) qui ont aidé Cadmos à fonder Cadmée, la future Thèbes.
Il passe aussi pour être le père de Nyctée.